# Смирновка (Омский район)
Смирновка — деревня в Омском районе Омской области России. Входит в состав Ачаирского сельского поселения.

## География
Населённый пункт находится на юге центральной части Омской области, в лесостепной зоне, в пределах Барабинской низменности, к северу от реки Иртыш, на расстоянии примерно 34 километров (по прямой) к юго-востоку от посёлка Ростовка, административного центра района. Абсолютная высота — 115 метров над уровнем моря.

### Часовой пояс
Деревня Смирновка, как и вся Омская область, находится в часовой зоне МСК+3. Смещение применяемого времени относительно UTC составляет +6:00.

## Население
| 2006 | 2010 |
| ---- | ---- |
| 154  | ↘88  |

Гендерный состав
По данным Всероссийской переписи населения 2010 года в гендерной структуре населения мужчины составляли 47,7 %, женщины — соответственно 52,3 %.
Национальный состав
Согласно результатам переписи 2002 года, в национальной структуре населения русские составляли 80 % из 136 чел.

## Улицы
Уличная сеть деревни состоит из одной улицы (ул. Центральная).